# Casa al carrer del Mar, 86 (Pineda de Mar)
La Casa al carrer del Mar, 86 era una obra modernista de Pineda de Mar (Maresme).

## Descripció
Casa situada molt a prop de l'antiga Fàbrica Industrial Aragonès, probablement construïda entre 1905 i 1910, en ple eixample burgés, entre el nucli antic, al nord, i el barri pescador. La casa d'estil modernista utilitza l'obra vista d'estil flamenc, propi dels Països Baixos, per a remarcar les obertures. Utilització de l'esmalt en xemeneies i teules, a la coberta. Enderrocada.